# Criosisma
Un criosisma è un evento sismico che può essere causato da un'improvvisa azione dirompente prodotta nel suolo ghiacciato o nella roccia satura di acqua o ghiaccio. Quando l'acqua infiltrata nel terreno si ghiaccia, l'aumento di volume mette sotto stress la roccia circostante. La tensione aumenta fino a che non viene liberata in modo talvolta esplosivo, dando luogo a un cosiddetto criosisma.
Un'altra forma di criosisma è rappresentata da un evento sismico non-tettonico causato dall'improvviso movimento di un ghiacciaio, talvolta dovuto alla formazione di un sottile strato di acqua liquida sotto il ghiacciaio a causa della superficie che si liquefà. Il ghiaccio alla base del ghiacciaio può rimanere ancorato alla roccia anche per lungo tempo, ma la pressione idraulica agisce come un lubrificante, portandolo improvvisamente a scivolare di molti metri. Questo tipo di criosisma può essere di breve durata oppure restare attivo per alcuni minuti.
La genesi dei criosismi non è ancora del tutto chiarita; la loro predizione non è ancora possibile e costituisce un importante fattore nel progetto strutturale e nel campo dell'ingegneria. Collegamenti sono stati fatti fra il riscaldamento globale e la frequenza di criosismi.

## Effetti
I criosismi sono spesso confusi con i terremoti di minore entità o terremoti interplacche. Sebbene i segni esteriori spesso appaiano simili a quelli di un terremoto, con tremori, vibrazioni, fratture del suolo e relativi fragori come il suono dei tuoni o delle bombe, i criosismi possono essere distinti dai terremoti per mezzo delle condizioni meteorologiche e geologiche. I criosismi possono avere un'intensità fino al VI grado della scala Mercalli modificata. Inoltre, spesso producono un'elevata intensità in un'area molto ristretta, nelle immediate vicinanza dell'epicentro, al contrario degli effetti diffusi di un normale terremoto. A causa della frequenza delle vibrazioni più bassa rispetto a quelle dei terremoti, alcune stazioni di monitoraggio sismico non sono in grado di registrare l'evento. Sebbene i criosismi liberino minore energia di quanto lo facciano gli eventi tettonici, essi possono tuttavia causare danni o effetti significativi nell'area interessata.
In alcuni casi è stata riferita la presenza di "luci sfavillanti distanti" prima o durante un criosisma, che possono essere correlate a mutamenti piezoelettrici quando le rocce vengono compresse. Possono anche apparire fratture e fessurazioni, a causa della contrazione del suolo che può spaccarsi per il freddo. Queste fratture, di solito superficiali, possono estendersi da pochi centimetri a diversi chilometri, e propagarsi secondo una singola frattura lineare oppure fratture multiple, come pure mostrando piccoli spostamenti verticali e laterali.
Un criosisma impedì a Walter Wellman e alla sua squadra di avventurarsi al polo nord nel 1898.

## Eventi

### Localizzazione

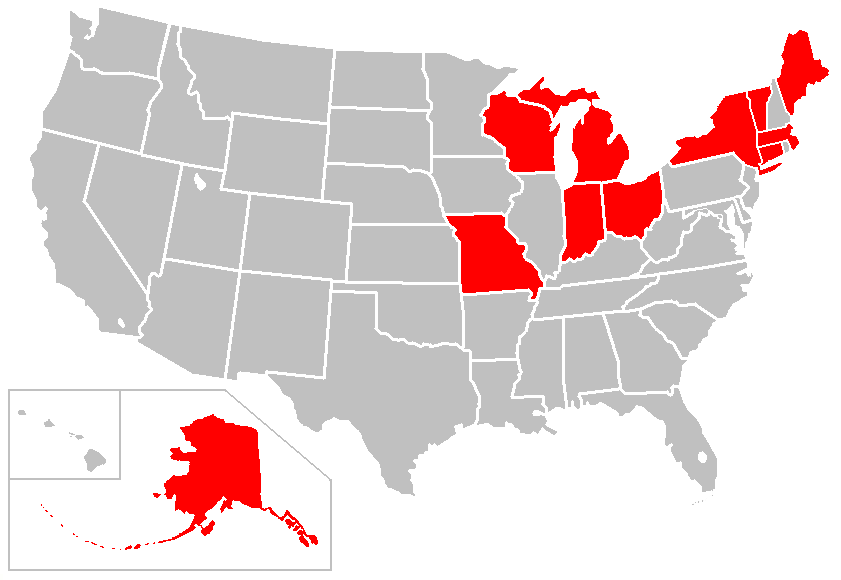
Stati USA dove sono stati registrati criosismi

I processi geocriologici furono identificati come la causa di tremori già dal 1818. Negli Stati Uniti, tali eventi sono stati riferiti negli Stati del Connecticut, Maine, Massachusetts, Michigan, Ohio nella parte settentrionale dello Stato di New York, Vermont e Wisconsin, tutti nel Nord e Nord-est degli Stati Uniti. I criosismi sono apparsi anche nell'Ontario, Canada. Inoltre, i fenomeni relativi ai ghiacciai sono stati riportati in Groenlandia, Alaska, nei monti del Principe Carlo e nell'isola di Ross in Antartide, e in Islanda (Grímsvötn).

### Precursori
Tipicamente i criosismi avvengono quando le temperature decrescono rapidamente fino a scendere sottozero (al congelamento dunque) al primo periodo di freddo intenso della primavera. Di solito si verificano fra la mezzanotte e l'alba, cioè durante le ore più fredde della notte. Tuttavia, i criosismi relativi ai ghiacciai possono avvenire anche nei mesi più caldi dell'estate, a causa della natura permanente del ghiaccio nei ghiacciai. In generale, i criosismi avvengono nelle tre o quattro ore successive a cambiamenti significativi di temperatura.
Le condizioni perenni o stagionali della brina collegate ai criosismi, limitano questi eventi ai climi temperati dove le variazioni stagionali danno luogo a inverni con temperature al di sotto di 0 °C. Inoltre, il suolo deve essere saturo d'acqua, che può derivare dallo scioglimento della neve, dalla pioggia, grandine o inondazioni; la zona di un criosisma generalmente è coperta poco o per niente da neve che avrebbe l'effetto di isolare termicamente il suolo. Geologicamente, le zone costituite da materiali permeabili come sabbia o ghiaia, che sono suscettibili all'azione della brina, sono i candidati più probabili alla formazione di criosismi. Dopo grandi criosismi, non si manifesta generalmente attività sismica per diverse ore, indicando che la tensione accumulata è stata scaricata.